# Otto Eggerstedt

Otto Eggerstedt (1932 oder früher)

Otto Eggerstedt (* 27. August 1886 in Kiel; † 12. Oktober 1933 im KZ Esterwegen) war ein deutscher Politiker der SPD und Mitglied des Reichstages von 1921 bis 1933.

## Leben
Eggerstedt wuchs in Kiel auf, machte eine Ausbildung zum Bäcker und war Soldat im Ersten Weltkrieg. Von Februar bis Juli 1919 war er gewählter Geschäftsführer des Arbeiter- und Soldatenrates von Groß Kiel. Anschließend wurde er Parteisekretär der SPD in Kiel. Eggerstedt war von 1919 bis 1924 Stadtverordneter von Kiel. Im März 1921 rückte er für Albert Billian in den Reichstag nach. Dem Parlament gehörte er durchgehend bis 1933 an. Ab 1927 war er in der preußischen Verwaltung tätig, ab April 1928 als Regierungsrat und Leiter des Polizeiamtes Wandsbek. Ab 1929 wurde er, das erste halbe Jahr kommissarisch, Polizeipräsident von Altona-Wandsbek mit Sitz in Altona.
Am 17. Juli 1932, dem Tag der Ereignisse des Altonaer Blutsonntags, war Eggerstedt auf einer Wahlkampfveranstaltung außerhalb von Altona. Eggerstedt hatte auch seinem Stellvertreter frei gegeben, ohne allerdings seinen Vorgesetzten in Kiel, den Regierungspräsidenten, davon in Kenntnis zu setzen. Durch Genehmigung und Unterschätzung des NSDAP-Aufmarsches trug Eggerstedt erhebliche Mitverantwortung für den Ablauf der Ereignisse in Altona. Der Altonaer Blutsonntag wurde in der Folge von dem Reichskanzler Franz von Papen als Anlass genommen, der sozialdemokratischen preußischen Regierung Unfähigkeit zur Aufrechterhaltung der öffentlichen Ordnung vorzuwerfen. Mit dieser Beschuldigung als Vorwand wurde der sogenannte Preußenschlag durchgeführt, bei dem die gewählte preußische Regierung und ihre leitenden Beamten abgesetzt und durch eine Diktatur mit Papen an der Spitze abgelöst wurden. Eggerstedt wurde beim Preußenschlag am 20. Juli 1932 seines Amtes enthoben und in den einstweiligen Ruhestand versetzt. Nach der „Machtergreifung“ wurde er am 27. Mai 1933 wegen eines angeblichen Verstoßes gegen das Pressegesetz in „Schutzhaft“ genommen und nach kurzer Haft im Polizeigefängnis Altona auf Anweisung von Regierungspräsident Anton Wallroth am 12. August 1933 ins KZ Esterwegen überstellt. Dort wurde er immer wieder schwer misshandelt und auf Verlangen der Gestapo-Leitstelle Osnabrück auf der Flucht erschossen. Eggerstedt wurde von den SA-Scharführern Theodor Groten und Martin Eisenhut ermordet, als er bei Außenarbeiten mit drei anderen Gefangenen einen schweren Baumstamm trug.
Das Verfahren gegen die beiden SA-Männer wurde 1933 niedergeschlagen und offiziell mangels Beweisen eingestellt. 1949 wurde Groten vom Landgericht Oldenburg wegen des Mordes an Eggerstedt zu lebenslangem Zuchthaus verurteilt. Eisenhut wurde während des Zweiten Weltkriegs als vermisst gemeldet und 1955 für tot erklärt.

## Ehrungen

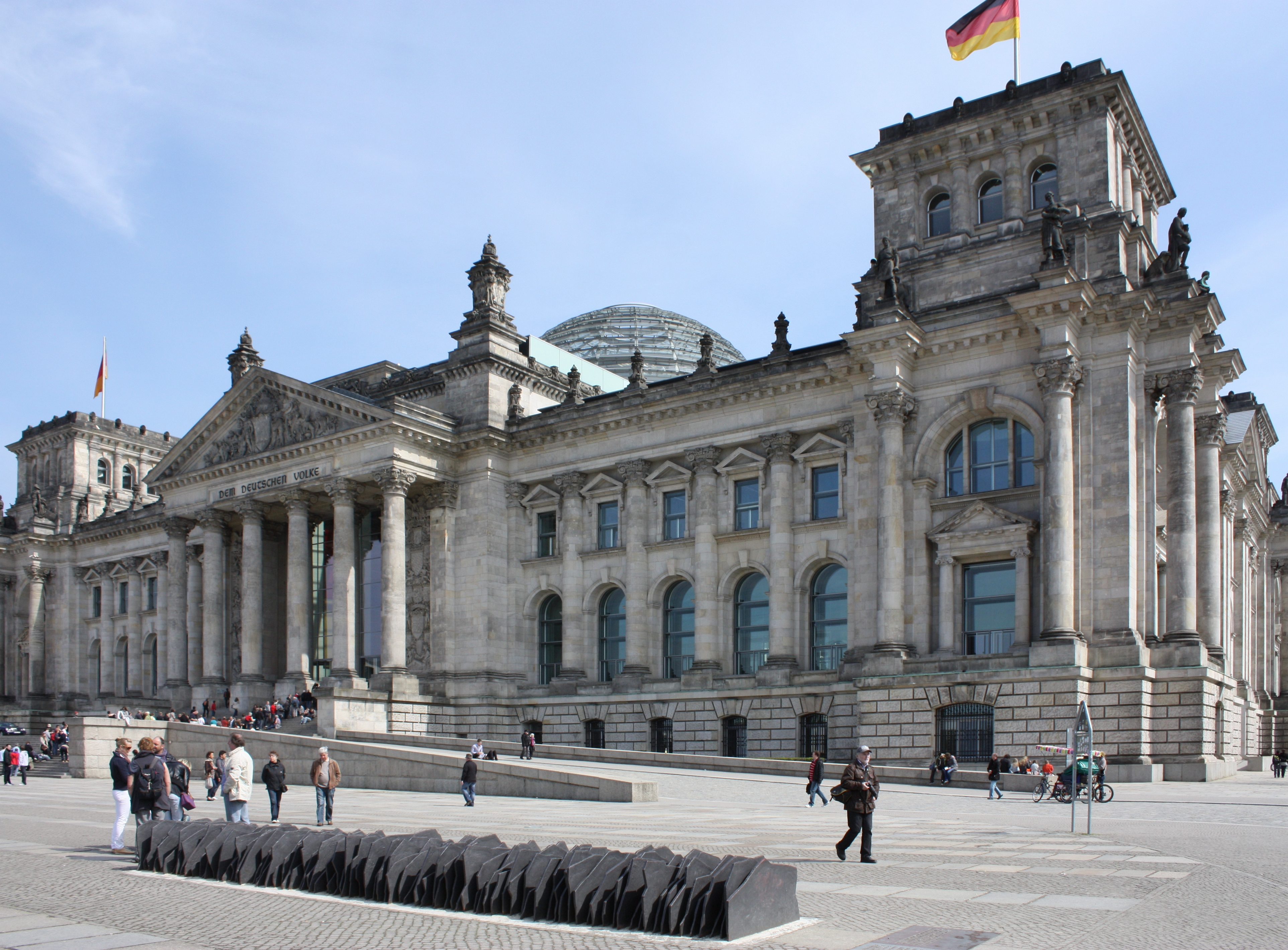
Gedenktafeln am Reichstag

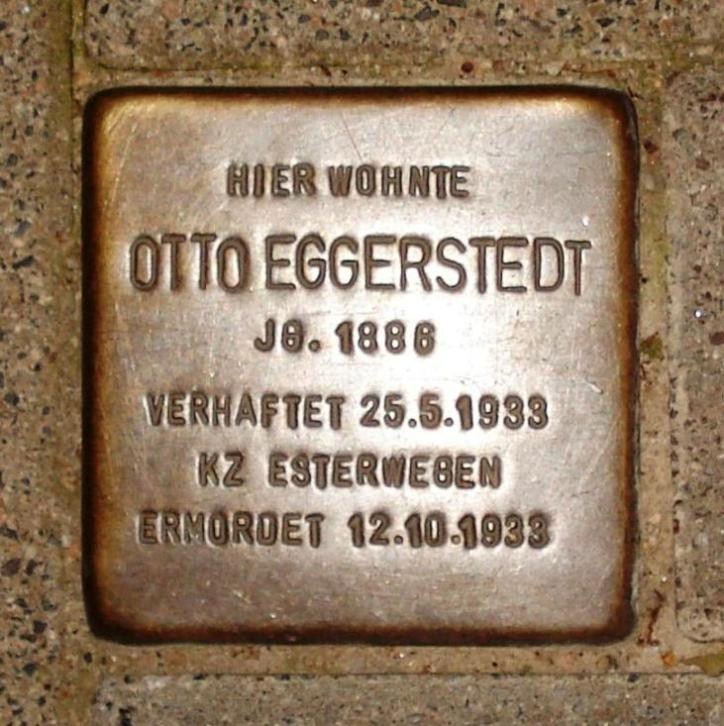
Stolperstein zum Gedenken an Otto Eggerstedt

- Nach Otto Eggerstedt sind die Eggerstedtstraße in Altona-Nord und die Eggerstedtstraße am Alten Markt in Kiel benannt. Eine Kaserne in Pinneberg, die bis zu ihrer Umwidmung Eggerstedt-Kaserne hieß, war dagegen nicht nach ihm benannt.[6]
- Seit 1992 erinnert in Berlin in der Nähe des Reichstags eine der 96 Gedenktafeln für von den Nationalsozialisten ermordete Reichstagsabgeordnete an Eggerstedt.
- Am 12. August 2007 wurde in Kiel zum Gedenken an Otto Eggerstedt in der Eichhofstrasse 12 ein Stolperstein des Kölner Künstlers Gunter Demnig verlegt.[7] Am 5. Oktober 2021 wurde ein weiterer Stolperstein in der Julius-Leber-Straße 39 in Hamburg-Altona-Nord verlegt. Ein dritter Stein liegt seit 2022 in der Elbchaussee 185 in Hamburg-Othmarschen.